# Turkana (langue)
Pour les articles homonymes, voir Turkana.
Le turkana est une langue nilo-saharienne de la branche des langues nilotiques parlée dans l'Est et le Nord-Ouest du Kenya dans une région s'étendant de la frontière ougandaise au lac Turkana par les Turkana. Un groupe plus réduit vit en Éthiopie.

## Les Turkana
Les locuteurs se désignent eux-mêmes par le nom de ŋi-tùrk(w)anà et appellent la langue ŋa-tùrk(w)anà. Les Turkana nomment leur territoire Tùrk(w)an ̀.

## Classification
Le turkana est une langue nilo-saharienne classée dans le sous-groupe oriental des langues nilotiques. Il est proche du teso.

## Écriture
| a | b | c | d | e | g | i | j | k | l | m | n | ng | ny | o | p | r | s | t | u | w | y | z |

## Phonologie
Les tableaux présentent les voyelles et les consonnes du turkana.

### Voyelles
|         | Antérieure  | Centrale | Postérieure |
| ------- | ----------- | -------- | ----------- |
| Fermée  | i [i] ɪ [ɪ] |          | u [u] ʊ [ʊ] |
| Moyenne | e [e] ɛ [ɛ] |          | o [o] ɔ [ɔ] |
| Ouverte |             | a [a]    |             |

### Deux types de voyelles
Le turkana, comme de nombreuses langues nilo-sahariennes, différencie les voyelles selon leur lieu d'articulation. Elles sont soit prononcées avec l'avancement de la racine de la langue, soit avec la rétraction de la racine de la langue.
Les voyelles avec avancement de la racine de la langue sont [ɪ], [ɛ], [ɔ], [ʊ].
Les voyelles avec la rétraction de la racine de la langue sont [i], [e], [o], [a], [u].

### Consonnes
|              |              | Labiales | Dentales | Alvéolaires | Latérales | Dorsales | Dorsales |
| ------------ | ------------ | -------- | -------- | ----------- | --------- | -------- | -------- |
| Palatales    | Vélaires     | Labiales | Dentales | Alvéolaires | Latérales |          |          |
| Occlusives   | Sourde       | p [p]    | t [t̪]    |             |           |          | k [k]    |
| Occlusives   | Sonore       | b [b]    | d [d̪]    |             |           |          | g [g]    |
| Fricative    | Fricative    |          |          | s [s]       |           |          |          |
| Affriquée    | Sourde       |          |          |             |           | c [t͡ʃ]   |          |
| Affriquée    | Sonore       |          |          |             |           | j [d͡ʒ]   |          |
| Nasale       | Nasale       | m [m]    |          | n [n]       |           | ɲ [ɲ]    | ŋ [ŋ]    |
| liquide      | liquide      |          |          | r [r]       | l [l]     |          |          |
| Semi-voyelle | Semi-voyelle | w [w]    |          |             |           | y [j]    |          |

### Une langue tonale
Le turkana est une langue tonale.

## Sources
- (en) Dimmendaal, Gerrit Jan, The Turkana Language, Publications in African Languages and Linguistics 2, Dordrecht, Foris Publications, 1983  (ISBN 90 70176 82 3)
- (en) Voßen, Rainer, The Eastern Nilotes. Linguistics and Historical Reconstructions, Kölner Beiträge zur Afrikanistik n° 9, Berlin, Dietrich Reimer Verlag, 1982  (ISBN 3-496-00698-6)